# Бурянка
Бурянка (Бурьянка) — опустевшая деревня в Хиславичском районе Смоленской области России.
Находилась в 2 верстах севернее современной деревни Зарево на правом берегу реки Березина.

## История
В 1978 году в списках деревень Комаровского сельсовета уже не значится.
В 1993 году деревня считалась, как прекратившая существование деревня Комаровского сельсовета Хиславичского района.